# Gustav Rudolf Straehl
Gustav Rudolf Straehl (* 11. September 1845 in Zofingen; † 17. November 1929 ebenda) war ein Schweizer Kaufmann und Stifter des Museums Zofingen.

## Leben und Werk

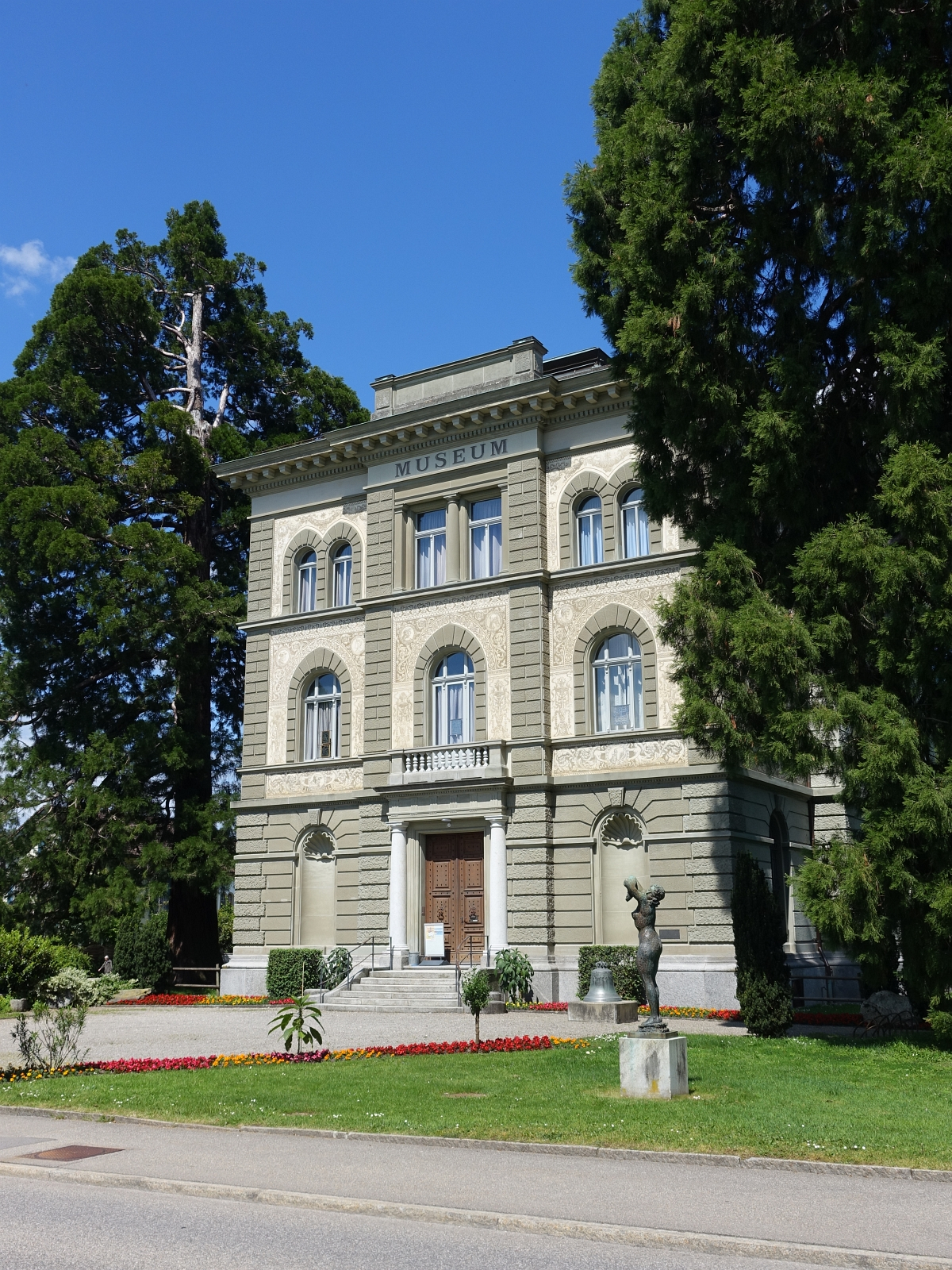
Museum Zofingen

Straehl entstammte einem alten, traditionsreichen Zofinger Geschlecht, sein Vater war Arzt in Zofingen. Straehl besuchte während zwei Jahren eine höhere Lehranstalt in Basel und absolvierte anschliessend in Avignon eine dreijährige kaufmännische Lehre.
Wieder in Zofingen, übernahm Straehl mit seinem gleichaltrigen Vetter Johann Rudolf Suter bis 1889 die Türkischrotfärberei «Rotfarb» in Zofingen. Nach einer kurzen Ehe machte Straehl zwei längere Weltreisen, von der er zahlreiche Reiseandenken mitbrachte. Seine Sammlung wollte er zusammen mit der Stadtbibliothek und der naturhistorischen Sammlung seines Freundes Hermann Fischer-Sigwart in einem von ihm gestifteten Museum unterbringen. Der Grundstein zu diesem Geschenk wurde am 17. Juni 1899 gelegt, und am 19. Juni 1901 konnte das Museum mit allen seinen Sammlungen der Ortsbürgergemeinde übergeben werden.
Später spendete Straehl 5000 Schweizer Franken für die Gründung des Bezirksspitals Zofingen und wurde Mitglied der ersten Spitalkommission.